# Ahmed Mubarak Saleh
Ahmed Mubarak Saleh al-Saadi (arabisch أحمد بن مبارك بن صالح السعدي, DMG Aḥmad b. Mubārak b. Ṣāliḥ as-Saʿdī; * 28. Dezember 1988) ist ein omanischer Leichtathlet, der sich auf den 400-Meter-Lauf spezialisiert hat.

## Sportliche Laufbahn
Erste internationale Erfahrungen sammelte Ahmed Mubarak Saleh im Jahr 2014, als er bei den Hallenasienmeisterschaften in Hangzhou in 48,51 s die Bronzemedaille im 400-Meter-Lauf hinter dem Iraner Mehdi Zamani und Sergei Saikow aus Kasachstan gewann und auch mit der omanischen 4-mal-400-Meter-Staffel gewann er mit neuem Landesrekord von 3:13,49 min die Bronzemedaille hinter den Teams aus Kasachstan und China. Im Herbst nahm er mit der Staffel an den Asienspielen im südkoreanischen Incheon teil und erreichte dort in 3:07,71 min Rang sechs. Im Jahr darauf schied er bei den Asienmeisterschaften in Wuhan über 400 Meter mit 46,90 s in der ersten Runde aus und belegte mit der Staffel mit neuem Landesrekord von 3:05,94 min den sechsten Platz. Anschließend wurde er bei den Militärweltspielen im südkoreanischen Mungyeong in 46,82 s Achter über 400 Meter und erreichte mit der Staffel in 3:10,24 min Rang sieben. 2017 belegte er bei den Islamic Solidarity Games in Baku in 46,58 s den vierten Platz im Einzelbewerb und gewann mit der Staffel in 3:08,94 min die Bronzemedaille hinter den Teams aus der Türkei und Pakistan. Anschließend sicherte er sich bei den Asienmeisterschaften in Bhubaneswar in 46,39 s die Bronzemedaille über 400 Meter hinter den Indern Muhammed Anas und Arokia Rajiv und mit der Staffel wurde er nach 3:06,79 min Fünfter. Bei den Arabischen Meisterschaften in Radès gewann er in 47,05 s ebenfalls die Bronzemedaille im Einzelbewerb hinter dem Kuwaiter Yousef Karam und Mazen al-Yasen aus Saudi-Arabien und mit der Staffel gewann er in 3:08,82 min die Silbermedaille hinter Algerien. Zudem belegte er im 200-Meter-Lauf in 21,20 s den fünften Platz. Anfang September belegte er bei den Asian Indoor & Martial Arts Games in Aşgabat mit 48,46 s den sechsten Platz und. Daraufhin wurde er vom Omanischen Leichtathletikverband wegen Verstöße gegen die nationalen Dopingrichtlinien für vier Jahre gesperrt.
Nach Ablauf seiner Sperre schied er 2023 bei den Arabischen Meisterschaften in Marrakesch mit 47,96 s im Vorlauf über 400 Meter aus und anschließend verhalf er der 4-mal-100-Meter-Staffel bei den Asienmeisterschaften in Bangkok zum Finaleinzug.

## Persönliche Bestzeiten
- 200 Meter: 21,07 s (+1,0 m/s), 26. April 2017 in Doha
- 400 Meter: 45,89 s, 13. April 2017 in Dschidda
  - 400 Meter (Halle): 48,46 s, 19. September 2017 in Aşgabat